# Biomotor Unitron
A Biomotor Unitron egy akció-szerepjáték, amit a Yumekobo fejlesztett és az SNK Playmore adott ki 1999-ben Neo Geo Pocket Colorra. A Biomotor Unitron volt az első RPG az SNK handheld konzoljára. A játék a Dragon Warrior, a Final Fantasy és a Pokémon elemeit kombinálja.
A folytatást, a Kikou Szeiki Unitront 2000-ben adták ki Japánban, de az SNK csődje miatt soha nem adták ki a szigetországon kívül.